# 젯스타 홍콩
젯스타 홍콩(중국어: 捷星香港, 영어: Jetstar Hong Kong)은 2013년에 운항할 홍콩의 저비용 항공사로 콴타스 항공이 소유하고 있다. 홍콩 국제공항을 취항할 것이며 이 외에도 대한민국, 일본, 중화인민공화국과 다른 동남아시아 지역을 취항할 예정이다. 3대의 에어버스 A320-200을 사용할 것이며 2015년까지 18대로 늘릴 계획이다. 또한 콴타스 항공과 중국동방항공간 코드쉐어 협정을 할 것으로 보인다. 하지만 홍콩 당국이 라이센스 거부로 2015년에 운항이 취소되었다.

## 보유 기종

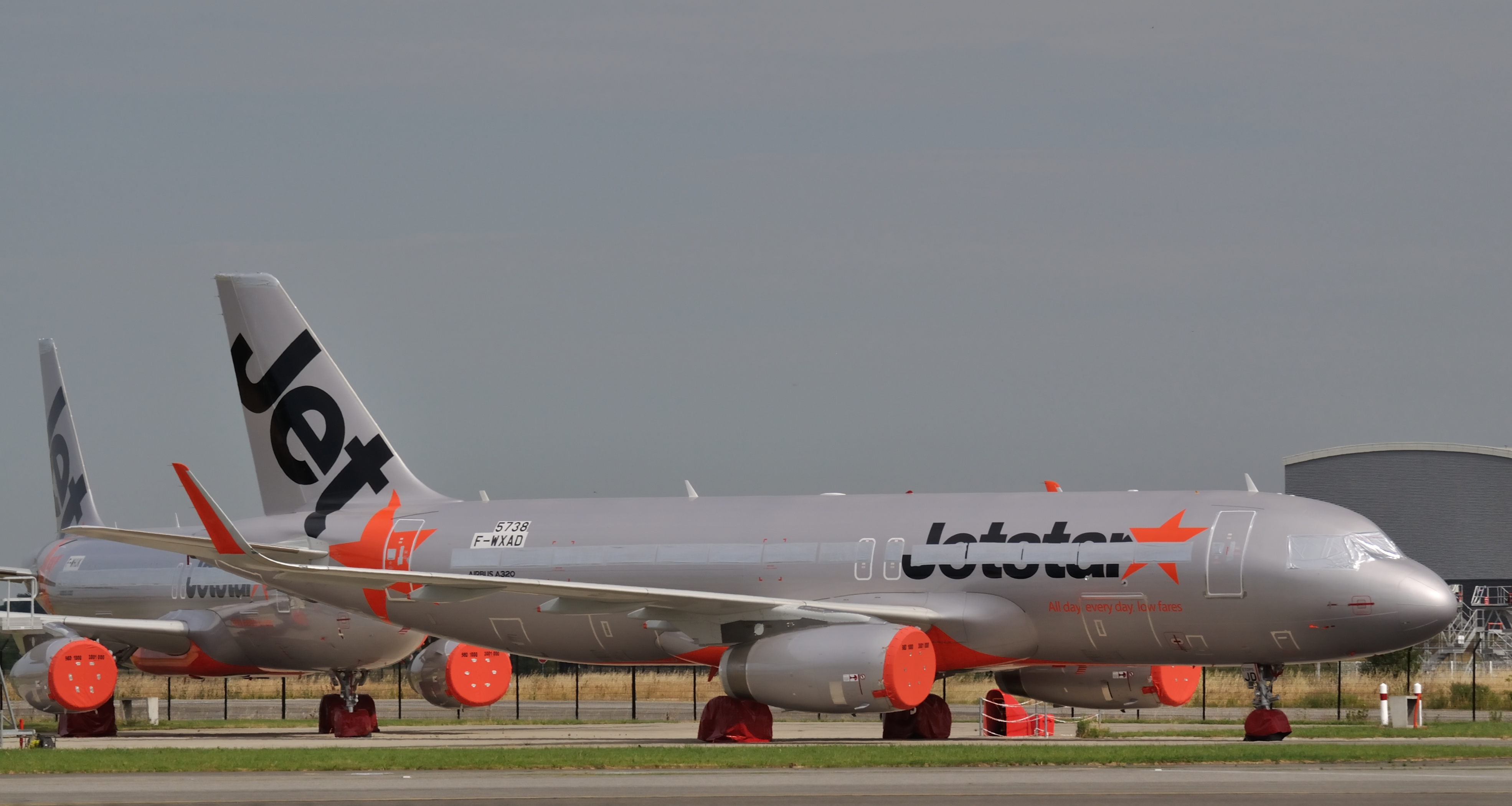
젯스타 홍콩의 에어버스 A320